# خیرخواجه نجف
خیرخواجه نجف، روستایی است از توابع بخش داشلی‌برون شهرستان گنبد کاووس در استان گلستان ایران.

## جمعیت
این روستا در دهستان اترک (گنبد کاووس) قرار داشته و براساس سرشماری سال 1390جمعیت آن179نفر (46خانوار) بوده‌است.